# Tatiana Czechowska

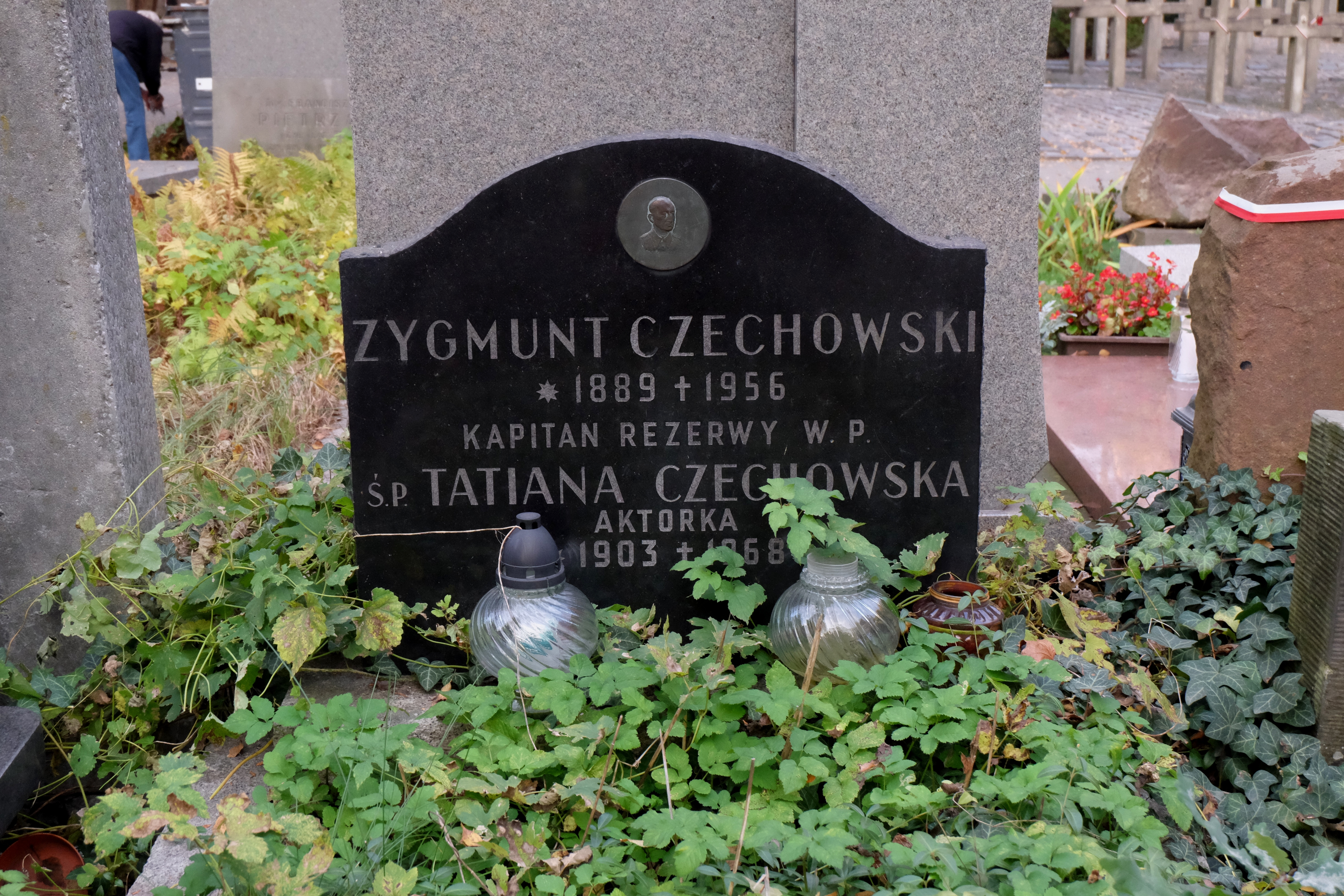
Grób Tatiany Czechowskiej na Cmentarzu Wojskowym na Powązkach w Warszawie

Tatiana Czechowska  z Zieleniewskich, (ur. 12 czerwca 1903 w Kijowie, zm. 23 lutego 1968 w Warszawie) – polska aktorka teatralna i filmowa.
Ukończyła studia na Wydziale Dramatu Wyższego Instytutu Muzyczno-Dramatycznego w Kijowie w 1924 roku. W roku następnym przeniosła się do Polski i zamieszkała w Grudziądzu, gdzie współpracowała z miejscowym teatrem. W okresie 1938-39 występowała w Rosyjskim Teatrze Studio w Warszawie. Po wojnie w latach 1946-47 grała w Miejskich Teatrach Dramatycznych w Warszawie, a w sezonie 1947/48 w stołecznym Teatrze Nowym. Od 1948 występowała w Teatrze Polskim w Warszawie, aż do emerytury w 1966 roku. Pochowana na cmentarzu Powązki Wojskowe w Warszawie (kwatera A30-4-28).

## Filmografia
- 1964: Echo jako Górkowa, wdowa po Józefie
- 1963: Weekendy, nowela Julia jako właścicielka domku z wolnym pokojem; nie występuje w napisach
- 1962: Głos z tamtego świata jako rejentowa Anna Kotulińska
- 1960: Rok pierwszy jako matka Otryny; nie występuje w napisach

## Nagrody
1963 – „Głos z tamtego świata” – Nagroda Ministra Kultury i Sztuki II stopnia